# Лавровий лист

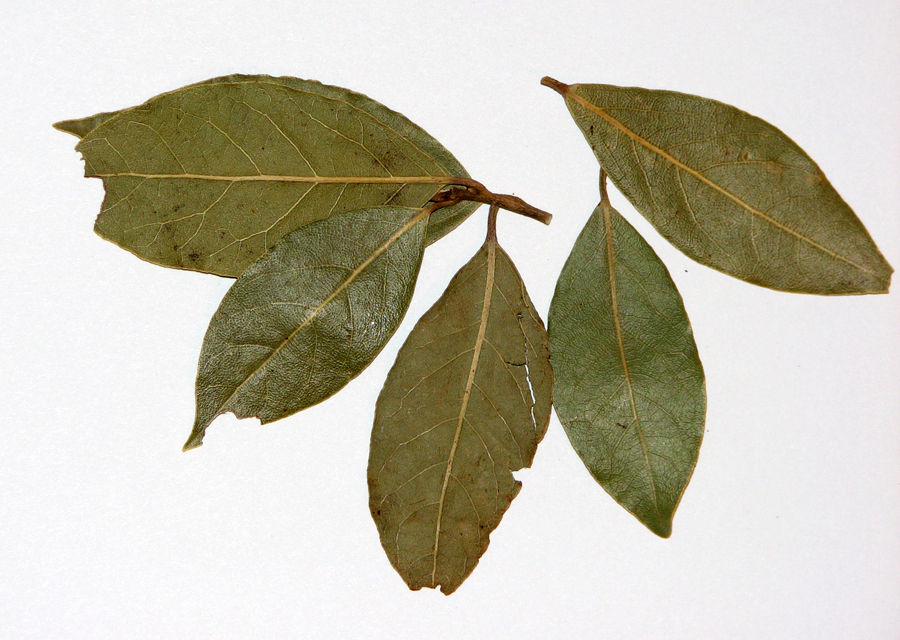
Лаврове листя

Лаврове листя — узагальнена назва листя лавра благородного (лат. Laurus Nobilis), яке використовують у кулінарії як ароматну приправу. З готових страв листя видаляють, оскільки воно жорстке. Використовують також лаврове листя, подрібнене в порошок.